# Sandro Angiolini
Alessandro Angiolini, detto Sandro (Milano, 9 giugno 1920 – Milano, 15 ottobre 1985) è stato un fumettista italiano.

## Biografia
Esordì ancora studente nel 1936 disegnando storie a fumetti umoristiche con animali antropomorfi per il settimanale Albi dell'Intrepido della Casa Editrice Universo; finito il liceo Artistico di Brera, con l'intenzione di frequentare l'università, venne chiamato a Roma nel 1940 da Antonio Rubino, direttore di Topolino della Mondadori, per farlo collaborare alla realizzazione di un cortometraggio animato da lui diretto, Nel paese dei ranocchi; dopo questa esperienza collaborò anche alla realizzazione, sempre nel 1942, con la Bossoli Film alla realizzazione di Anacleto e la faina di Roberto Sgrilli e l'anno seguente, tornato a Milano, collabora con la IMA Film alla realizzazione de La rosa di Bagdad, primo lungometraggio animato italiano, che venne completato nel 1949.
Rifugiatosi dopo l'8 settembre 1943 per un breve periodo in Svizzera, tornò a Milano nel 1943 dove disegna vignette per molti periodici come L'Uomo di Pietra, Il Barbagianni, Coda di Paglia, Il 420 e Sveglia firmandosi con vari pseudonimi come Ans o Anselmo. Nel 1946 venne incaricato di dirigere Lo Spigolo a Genova e poi realizza illustrazioni per alcuni giornali come il Corriere Lombardo, La Patria, La Notte e L'Ambrosiano del Sabato e, fino al 1950, anche le illustrazioni per alcuni periodici sentimentali come Incanto, Festival, Luna Park; oltre a illustrazioni a colori per libri di testo scolastici dell'editore Signorelli, volumi di fiabe, spartiti per canzoni, cartelloni pubblicitari, romanzi per ragazzi e albi da colorare.
Nei primi anni cinquanta inizia una lunga collaborazione con l'editore Gino Casarotti realizzando dal 1951 centinaia di copertine oltre a molte illustrazioni a colori per varie testate come Gim Toro, Capitan Miki e Grande Blek e, dal 1952, l'editore lo convinse a realizzare per il mensile Chicchirichì gran parte delle serie a fumetti presenti (Romoletto, Fildiferro & Scarafone (testi Andrea Lavezzolo), I Tre Pappagalli Moschettieri, Gervasio, Pinotto, Asso e Giolli, Comare Faina, Old Paul e Benny, Beccos Bill e vari altri). Sempre per la Dardo di Casarotti disegna sui periodici Cri Cri (1953-1954) e Pinotto (1952-1958) oltre che affidargli la realizzazione di molte copertine e illustrazioni di serie come gli Albi del Grande Blek e gli Albi di Capitan Miki e Billy Rock (1959-60), serie questa per la quale crea graficamente il personaggio, su sceneggiature di Renzo Barbieri, realizzando 48 numeri in formato striscia. Nel 1954, tra altri lavori, l'artista crea Pisello Kid per la testata Pony della Diamante. Disegna Alaka Jim nel 1962. Interrompe la collaborazione con la Dardo nei primi anni sessanta.
Durante gli anni cinquanta collabora anche con altri editori come le Edizioni Zenith per la quale realizza, su testi di Andrea Lavezzolo, 15 numeri della serie Calam la Pantera del West (1951-1952) e pupazzetti di Pinocchio in plastilina per la Ifas (1958). Realizza anche giochi per la Herbert ideando anche gli "albo-dischi" con un "grammofono magico" di sua invenzione oltre a una serie di diapositive di storie Disney per il proiettore Festacolor.
Dal 1960 al 1965 lavora per la casa editrice francese Aventures et Voyages di Bernadette Ratier, che pubblica L'Uomo Invisibile. Per la Casa Editrice Universo realizza nei primi anni sessanta una serie di vignette umoristiche per gli Albi dell'Intrepido.
A metà degli anni sessanta si dedica al fumetto erotico realizzando dal 1966 unicamente personaggi femminili quando Giorgio Cavedon e Renzo Barbieri fondarono la Editrice Sessantasei (poi ErreGi, dopo ancora Ediperiodici) pubblicando le prime due testate, Isabella e Goldrake, alle quali si aggiungeranno molte altre; Angiolini inventa graficamente il personaggio di Isabella - capostipite del fumetto sexy italiano - su testi di Cavedon e Barbieri; del primo ne disegna 119 albi oltre alle copertine, del secondo solo il n. 1 oltre a una cinquantina di copertine.
Nel 1969, per l'editore Furio Viano realizzò la serie erotica western Vartàn, ideata dallo stesso editore e affidando ad Angiolini la creazione grafica del personaggio oltre alla realizzazione di tutti i 200 numeri della serie.
Per la Edifumetto di Barbieri realizza le serie a fumetti erotiche Fiabe Proibite (1973), Sexy Favole (1973), Fiabe colorate (1975) oltre alle serie Una (1976), Belzeba (1977) e La Poliziotta (1980) oltre a una versione de Il mostro di Notre Dame ristampata varie volte.
Morì a Milano il 15 ottobre 1985.